# Secondigny
Secondigny é uma comuna francesa na região administrativa da Nova Aquitânia, no departamento de Deux-Sèvres. Estende-se por uma área de 37,34 km², com 1 774 habitantes, segundo os censos de 1999, com uma densidade de 47 hab/km².